# The Riff
The Riff — песня финской хард-рок-группы Lordi. Это первый и единственный сингл из альбома To Beast or Not to Beast, выпущен 8 февраля 2013 года. Группа также сняла видеоклип на песню. Это также первая песня Lordi, которая была выпущена как официальное лирик-видео.
В 2013 году группа представила песню в немецком телевизионном конкурсе Wok WM.

## Список композиций
1. «The Riff» — 3:47

## Клип
Клип на песню был снят в Чешской Республике, в местном супермаркете Albert. Режиссёром клипа стал Мартин Мюллер. В роли главной героини снялась чешская модель Доминика Яндлова. Изначально предполагалось, что Доминика снимется в клипе полностью обнажённой, однако группе поступил отказ со стороны их лейбла AFM Records.